# Gustaf Lundberg
Pour les articles homonymes, voir Lundberg.
Gustaf Lundberg, né le 17 aout 1695 à Stockholm où il est mort le 18 mars 1786, est un peintre pastelliste et portraitiste rococo suédois, qui a travaillé à Paris puis à Stockholm.

## Biographie
Ayant perdu ses parents très jeune, Lundberg fut élevé par son grand-père, l’orfèvre Fredrik Richter (1636-1714). En 1710, il entre en apprentissage dans l’atelier de David von Krafft, chez lequel il ne reste que peu de temps, pour se rendre, en 1717, contre l’avis de celui-ci, et à ses propres frais, à Paris où il étudia d’abord avec Rigaud, Largilliere et Troy, qui lui apprennent à peindre dans le style Régence, moins lourd et grave que celui que lui avait enseigné von Krafft dans son pays. Il a également étudié le dessin sous Cazes.
Lorsque Rosalba Carriera a, en 1720, apporté d’Italie la technique du pastel à Paris, créant un effet de mode, Lundberg qui jusque-là, n’avait fait que peindre à l’huile, devint son élève, et charma les Parisiens avec ses portraits exécutés dans la technique qu’il avait maitrisée en une année. Désormais exclusivement vers le pastel, il reçut des commandes de portraits de Louis XV, notamment pour ceux de la reine Marie Leszczynska et de ses parents Stanislas Leszczynski et Catherine Opalinska. L’influence de Tessin le fit recevoir, le 28 janvier 1741, à l’Académie avec, comme morceaux de réception deux portraits de Boucher et Natoire, qui seront exposés au Salon de 1743. La popularité de nouveaux pastellistes dessinant dans un style plus réaliste que le sien contribua néanmoins, peu de temps après, à faire décliner la sienne. En 1745, il voyage à travers l’Espagne et le Portugal, s’arrêtant à Madrid pour portraiturer Louise-Élisabeth, la fille de Louis XV qui était mariée à Philippe, le fils du roi Philippe V. À l’automne, il retourna par bateau, en passant Cadix et Lisbonne, en Suède où sa position d’artiste déjà couvert de succès l’imposa rapidement comme le premier peintre rococo de Suède. Son amitié avec Tessin l’introduisit bientôt à la Cour royale de Suède, où le style élégant léger et de Lundberg marquait une rupture avec le style de portrait baroque qui avait prédominé jusque-là. En 1750, il est nommé hovkonterfejare (peintre de portraits de cour), peignant de nombreux portraits du prince héritier, le futur roi Gustave III. Vers la fin de sa carrière, il a peint un portrait du jeune prince héritier Gustave Adolf en 1779.

## Réception
La critique n’a pas été tendre avec Lundberg. Ainsi, Paul Mantz a écrit dans l'Artiste : 

« Qu’est-ce que le Suédois Gustave Lundberg (1695-1786) ? Un élève de Cazes, qui a fait avec beaucoup de soin, mais dans une gamme de couleurs trop agréable pour être vraie, les portraits de Boucher et de Natoire (1741, Louvre). C’est un assortiment de nuances réveillées et de lumières papillotantes, c’est l’œuvre d’un crayon qui renchérit sur le pinceau de Nattier et pousse encore plus loin les coquetteries. Diderot, ayant à caractériser Lundberg, le déclare tout simplement « nul. » Diderot n’aimait pas le joli. »

## Galerie

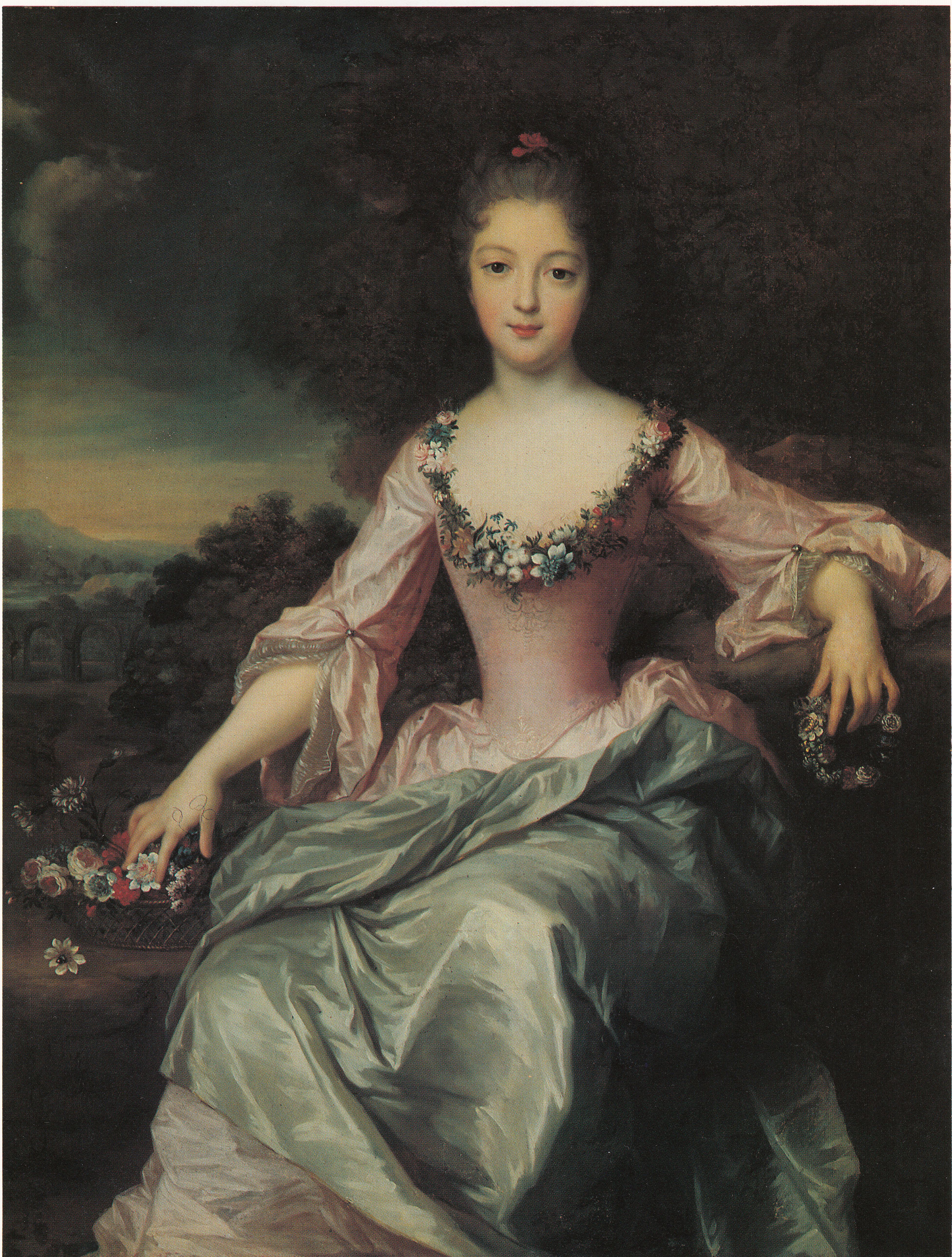
Portrait de Marie-Anne de Bourbon-Condé, copie, huile sur toile d’après Jean-Baptiste Santerre, 1720.
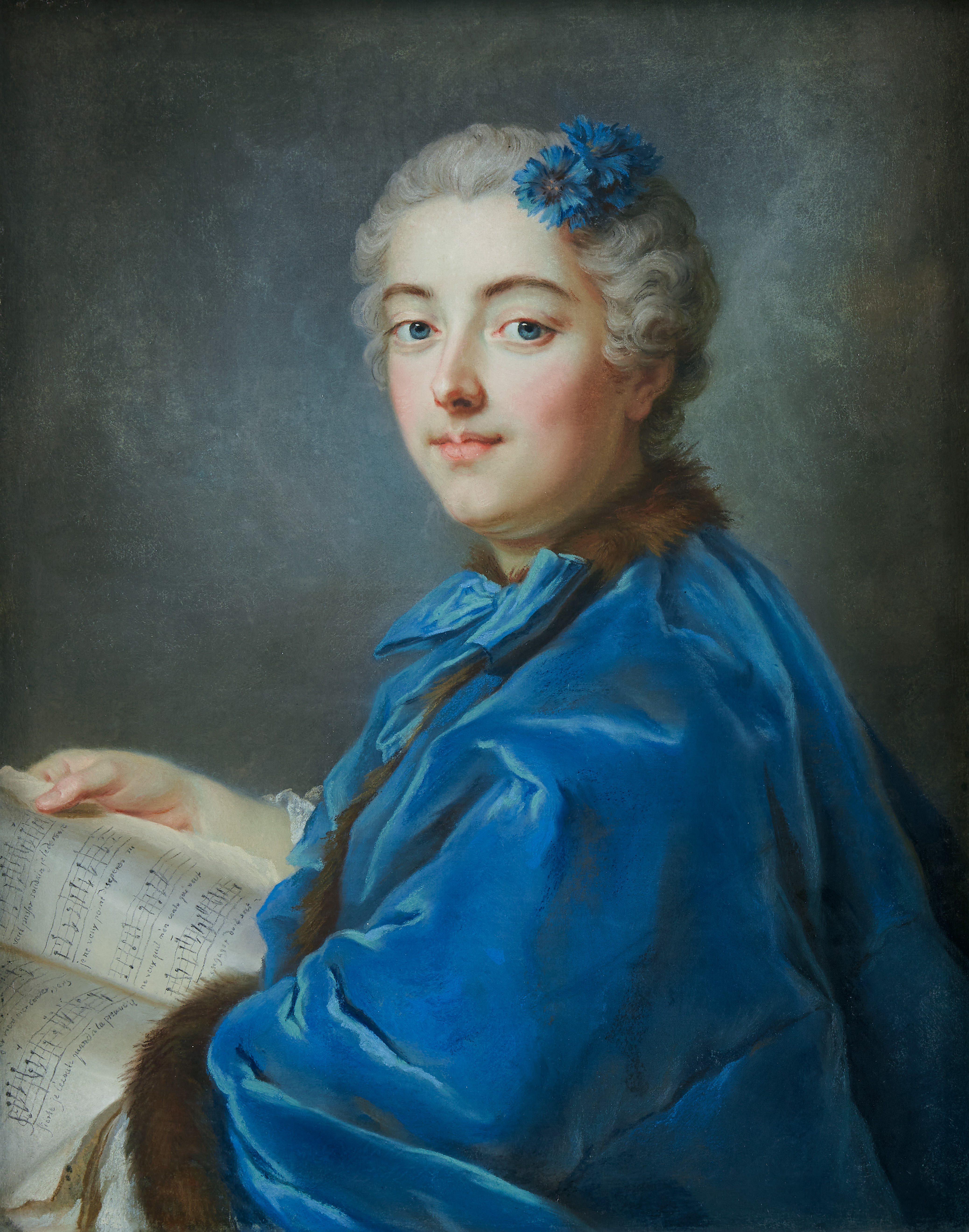
Portrait de Marie-Sophie de Courcillon, huile sur toile, 1740.
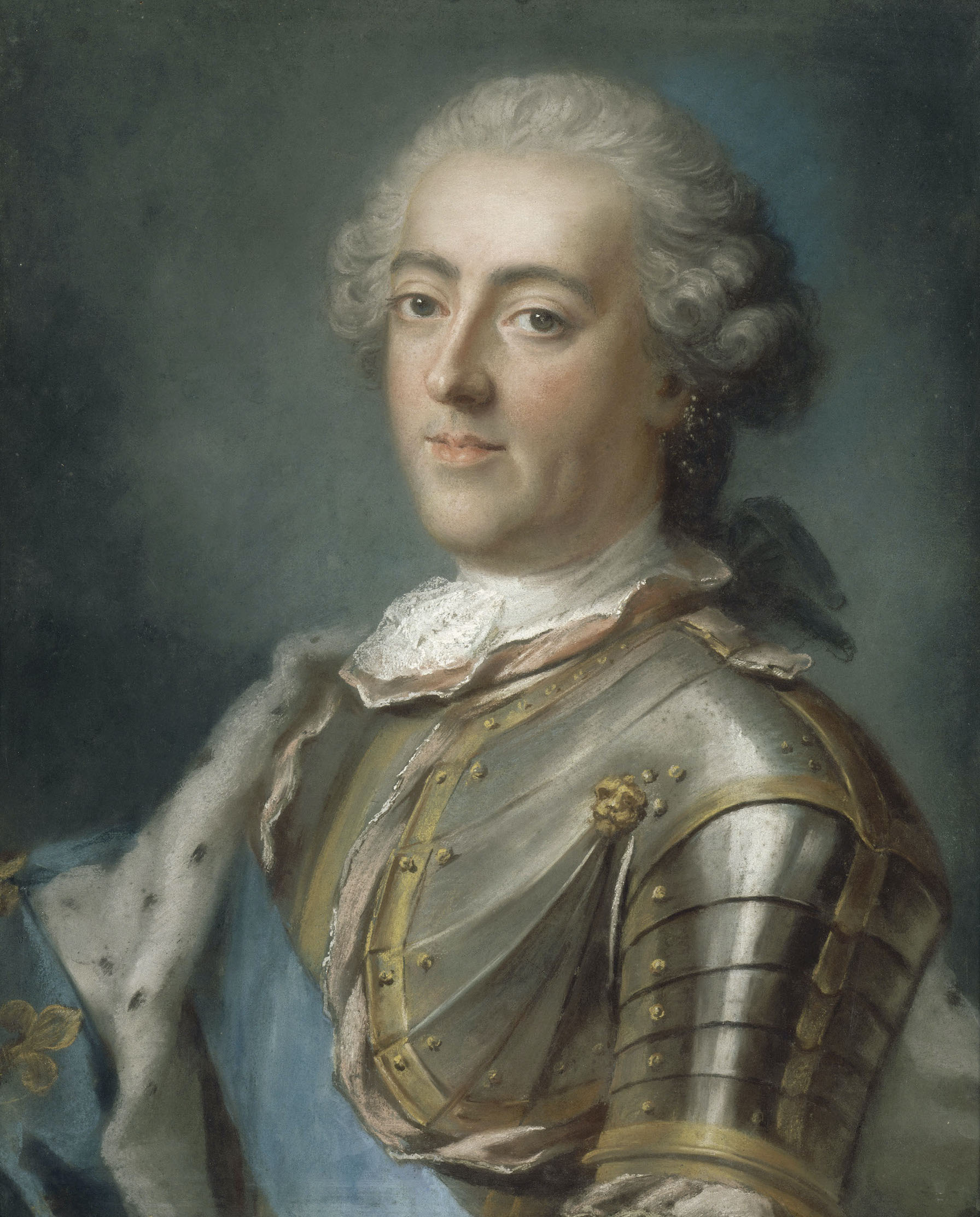
Portrait de Louis XV, fin des années 1730, copie pastel.
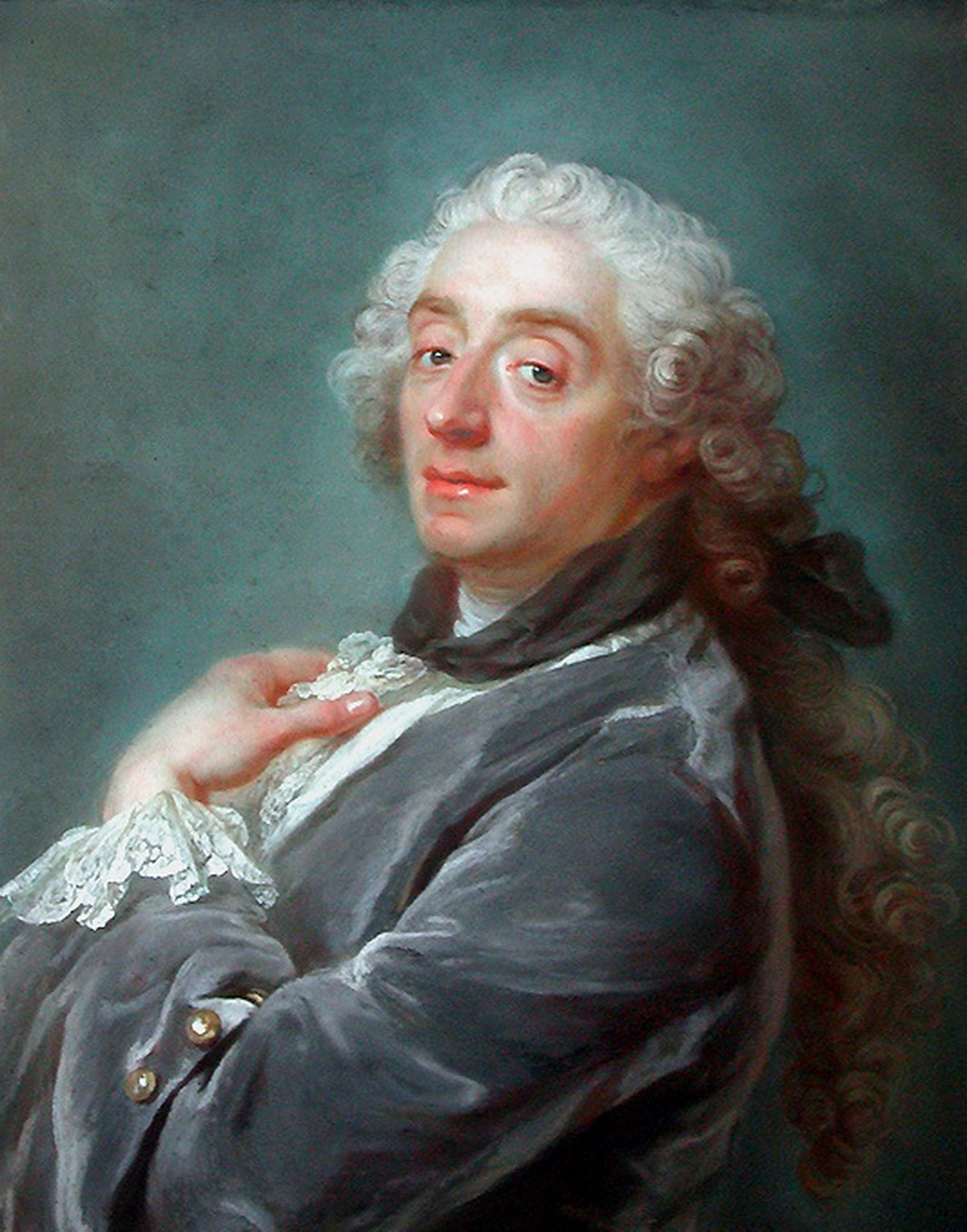
Portrait de l’artiste François Boucher, pour L’Académie, 1741, pastel.
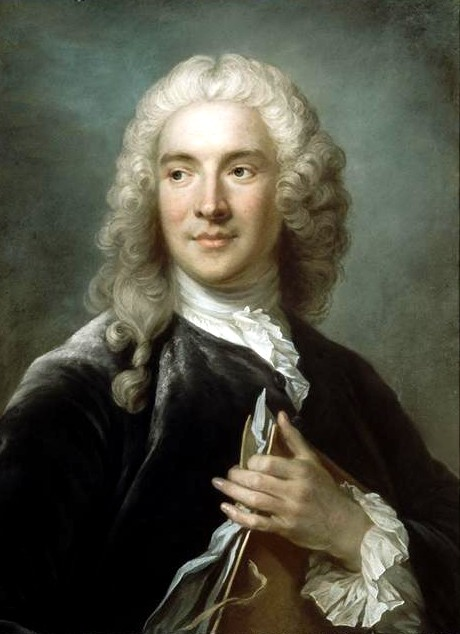
Portrait de l’artiste Charles-Joseph Natoire pour l’Académie, 1741. Pastel.
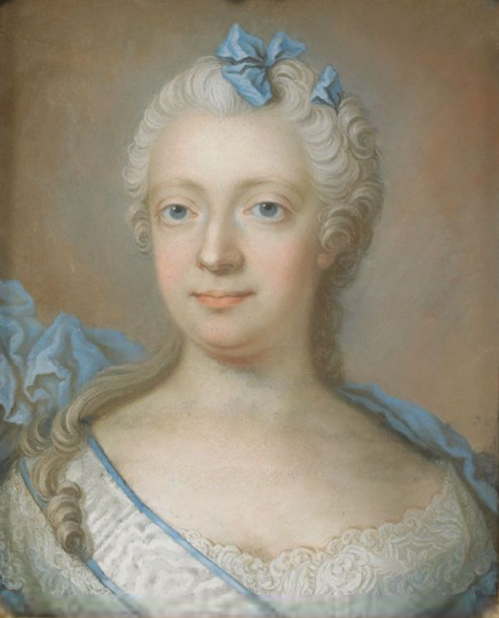
Louise-Ulrique de Prusse, pastel, 1745-46.
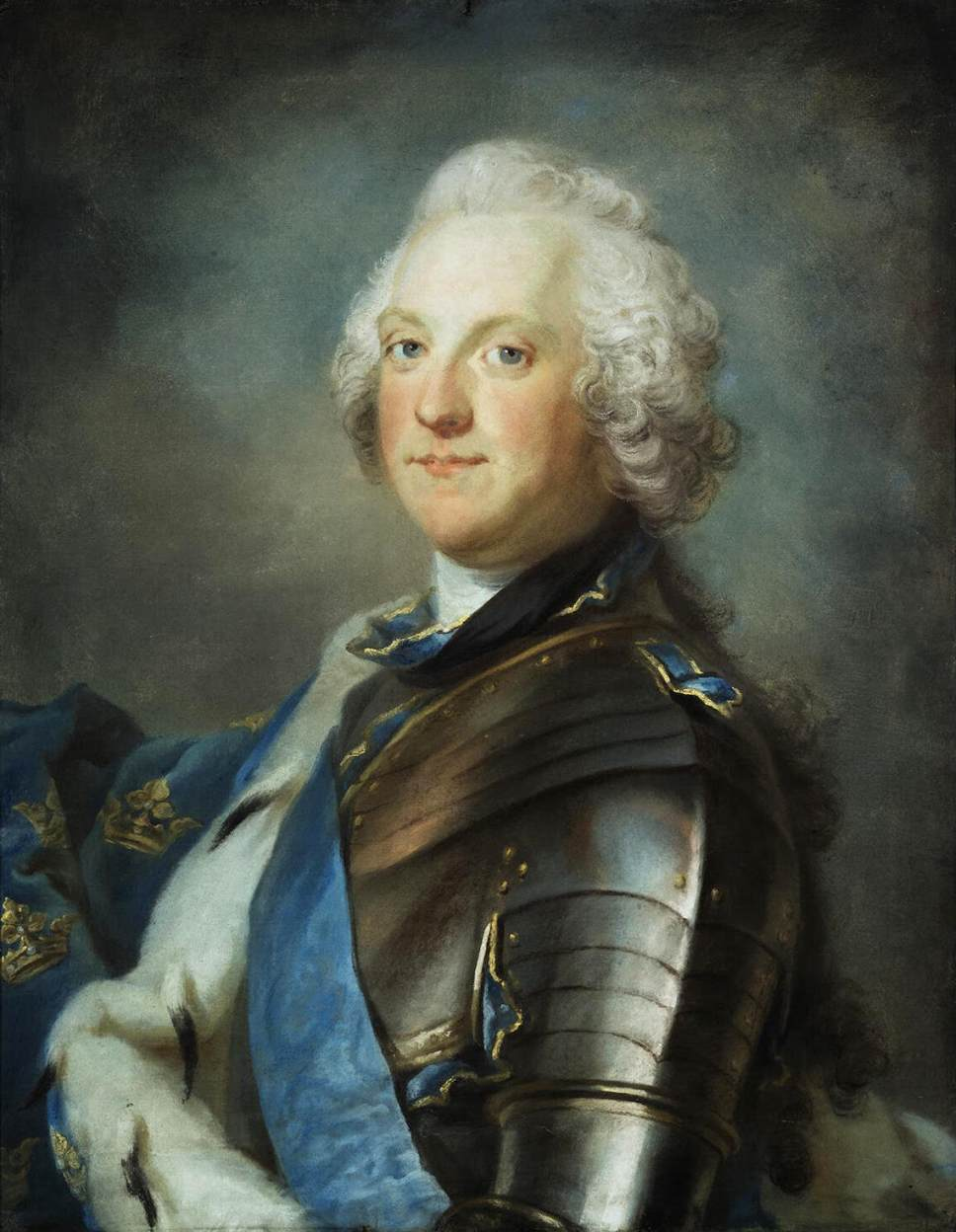
Portrait d’Adolphe-Frédéric de Suède, roi de Suède, pastel, v. 1750.
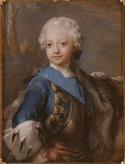
Gustave III de Suède enfant, pastel, v. 1750.
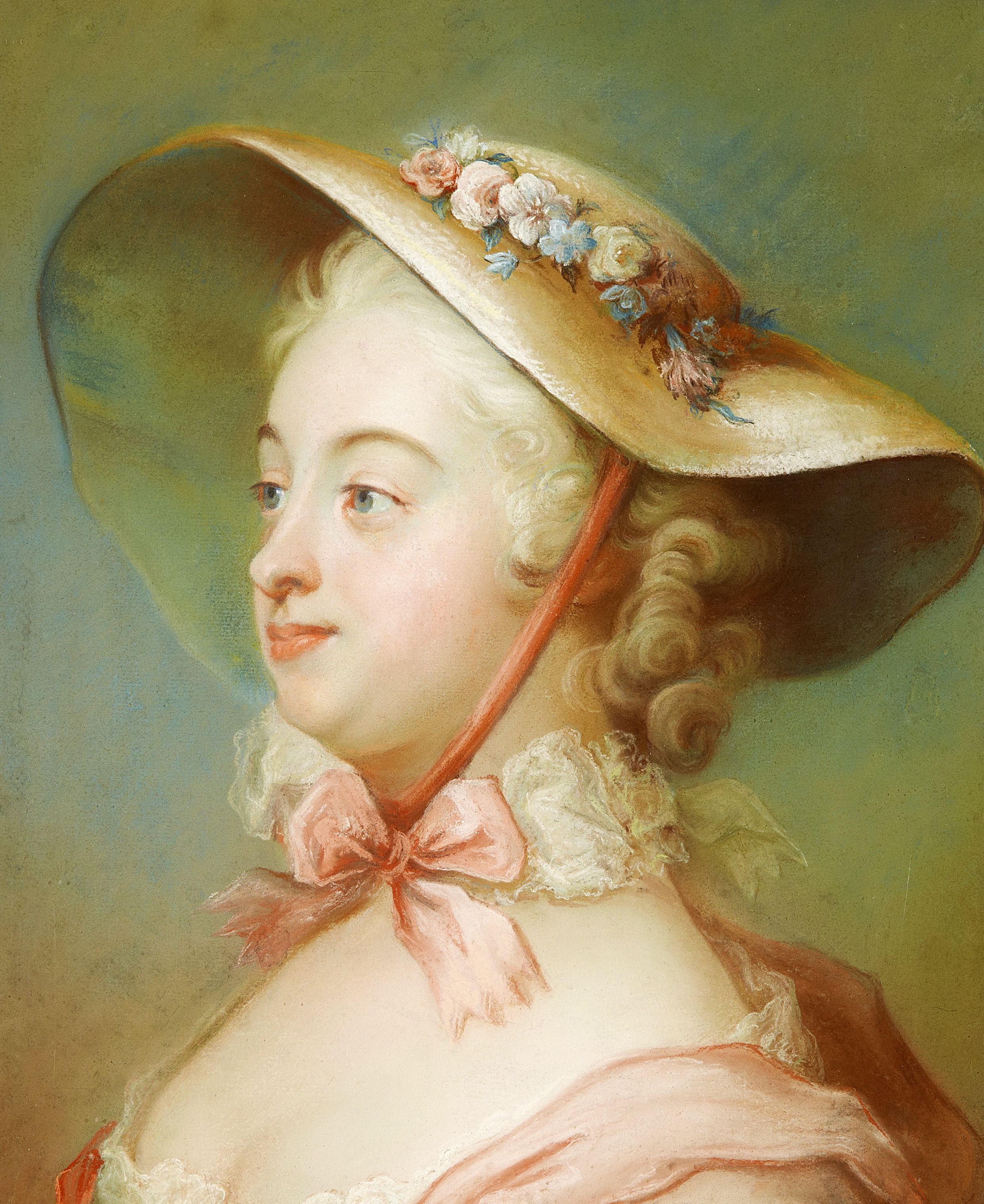
Portrait de Juliana Dorotea Henck, épouse Schröder (1733-92), pastel, 1750s
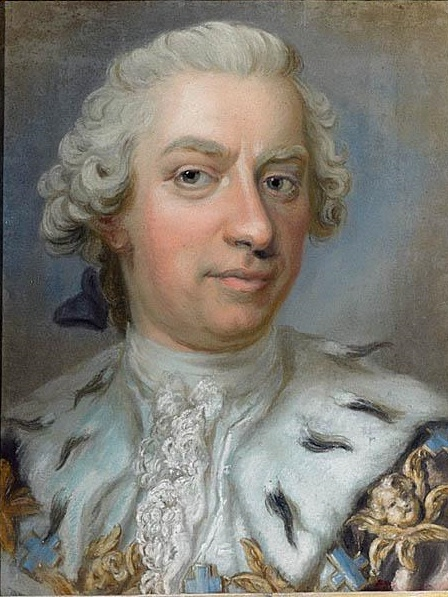
Portrait du comte Henning Adolf Gyllenborg (1713-75), pastel années 1750.
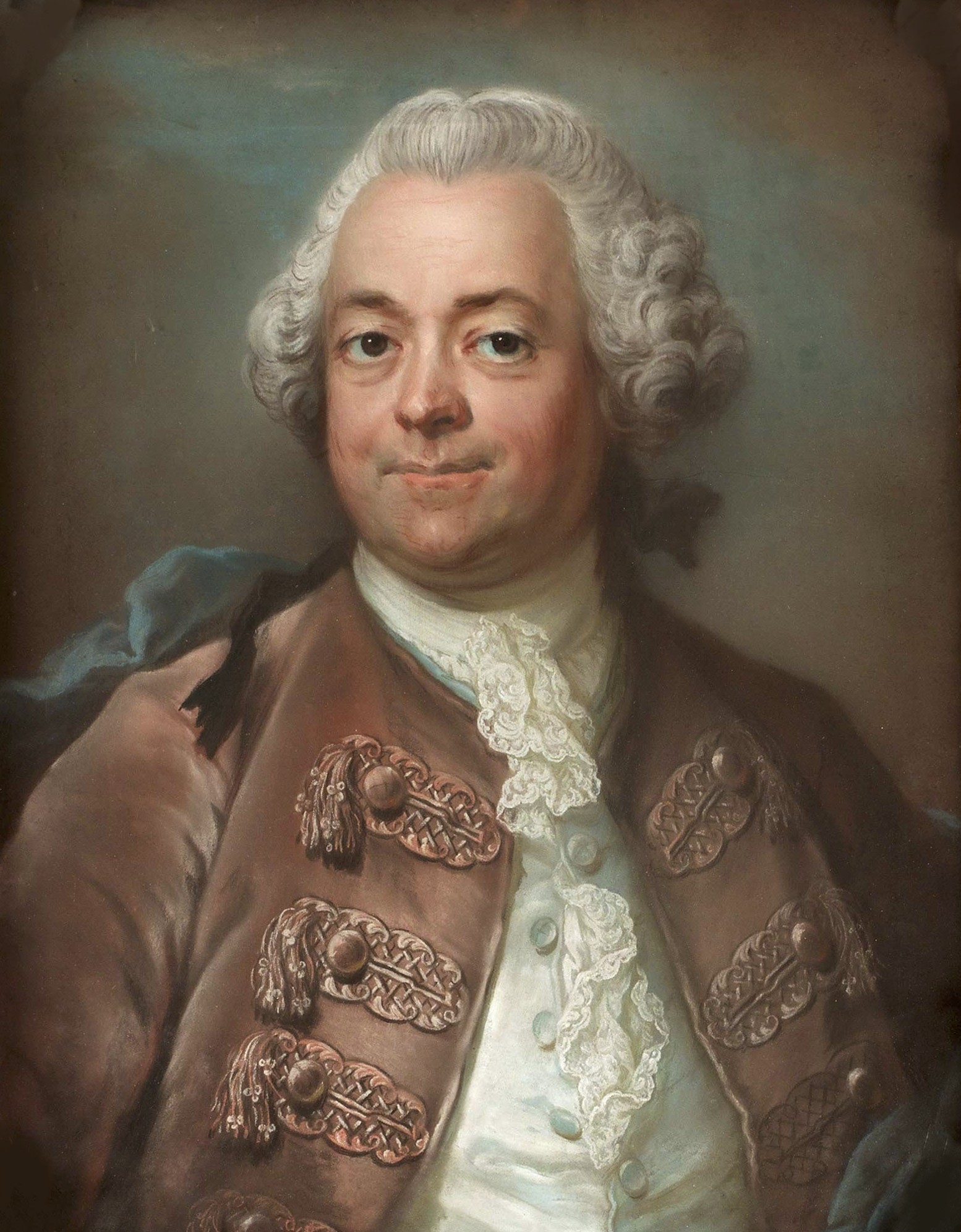
Portrait de Herman Petersen (1713-65), pastel, v. 1760.
Portrait du comte Carl Gustaf Tessin (1695-1770), pastel, 1760.
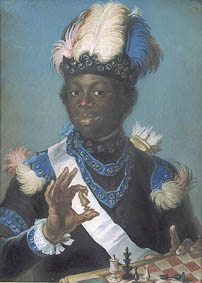
Portrait de Gustav Badin (1747 ou 1750-1822), pastel, 1775.